# Pic de Lustou
Le pic de Lustou est un sommet des Pyrénées françaises situé en région Occitanie dans le département des Hautes-Pyrénées. Il culmine à une altitude de 3 023 m.

## Géographie

### Topographie

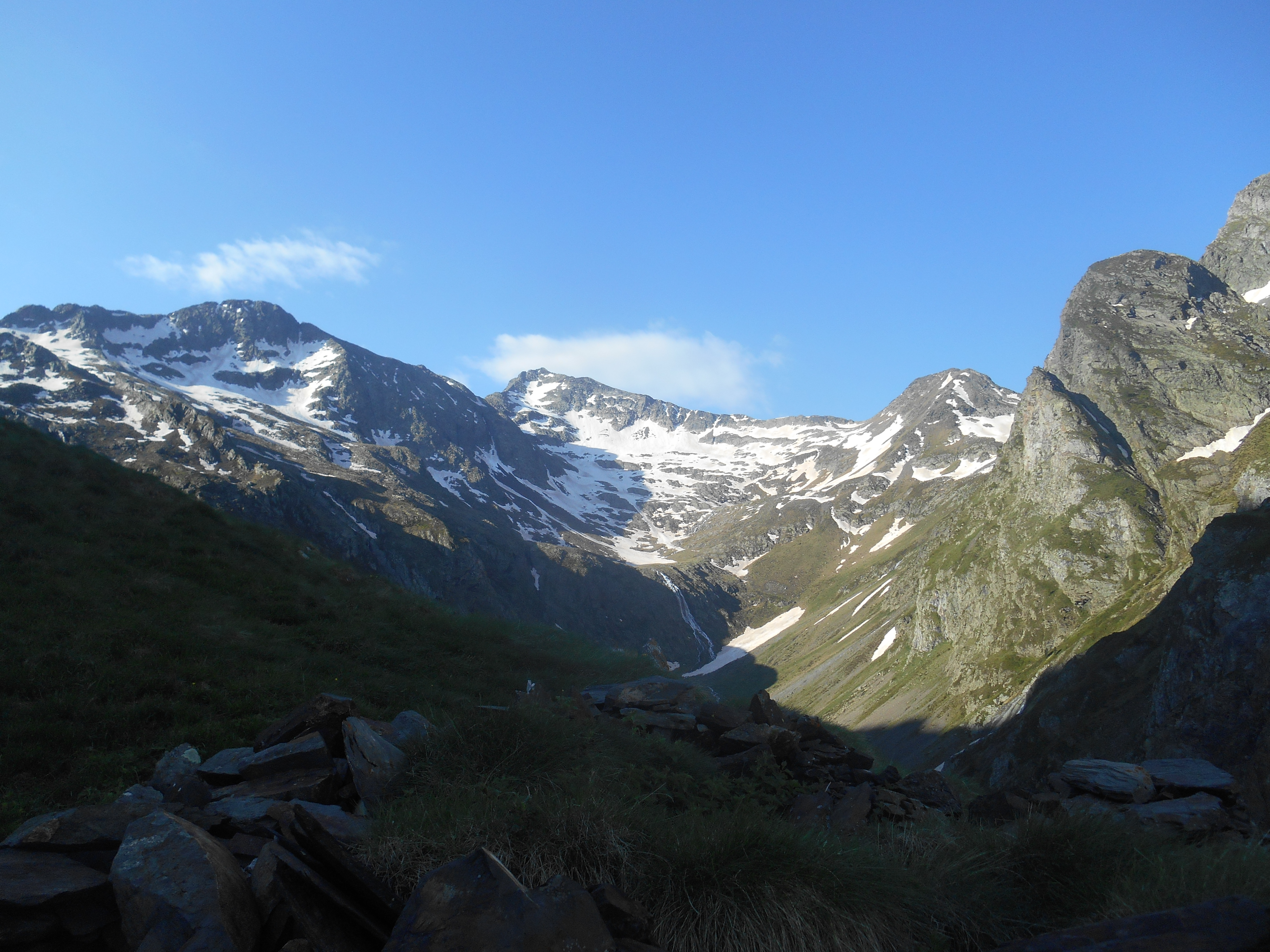
Face nord du pic de Lustou (au centre).

Situé légèrement au nord de la frontière franco-espagnole - et de la ligne de partage des eaux - il se trouve de plain-pied en France. Il constitue un sommet secondaire de la crête qui part au nord du pic Schrader.

### Géologie
Le sommet est composé de micaschistes gris sombre à intercalations de quartzites datant du Cambro-ordovicien.